# Chasma Australe
Il Chasma Australe è una formazione geologica della superficie di Marte, posta in prossimità del polo sud del pianeta.